# Buam-dong
Buam-dong ou Buamdong (en coréen : 부암동 en hangeul) est un dong ou un quartier de Jongno-gu à Séoul en Corée du Sud, . 

## Attraction

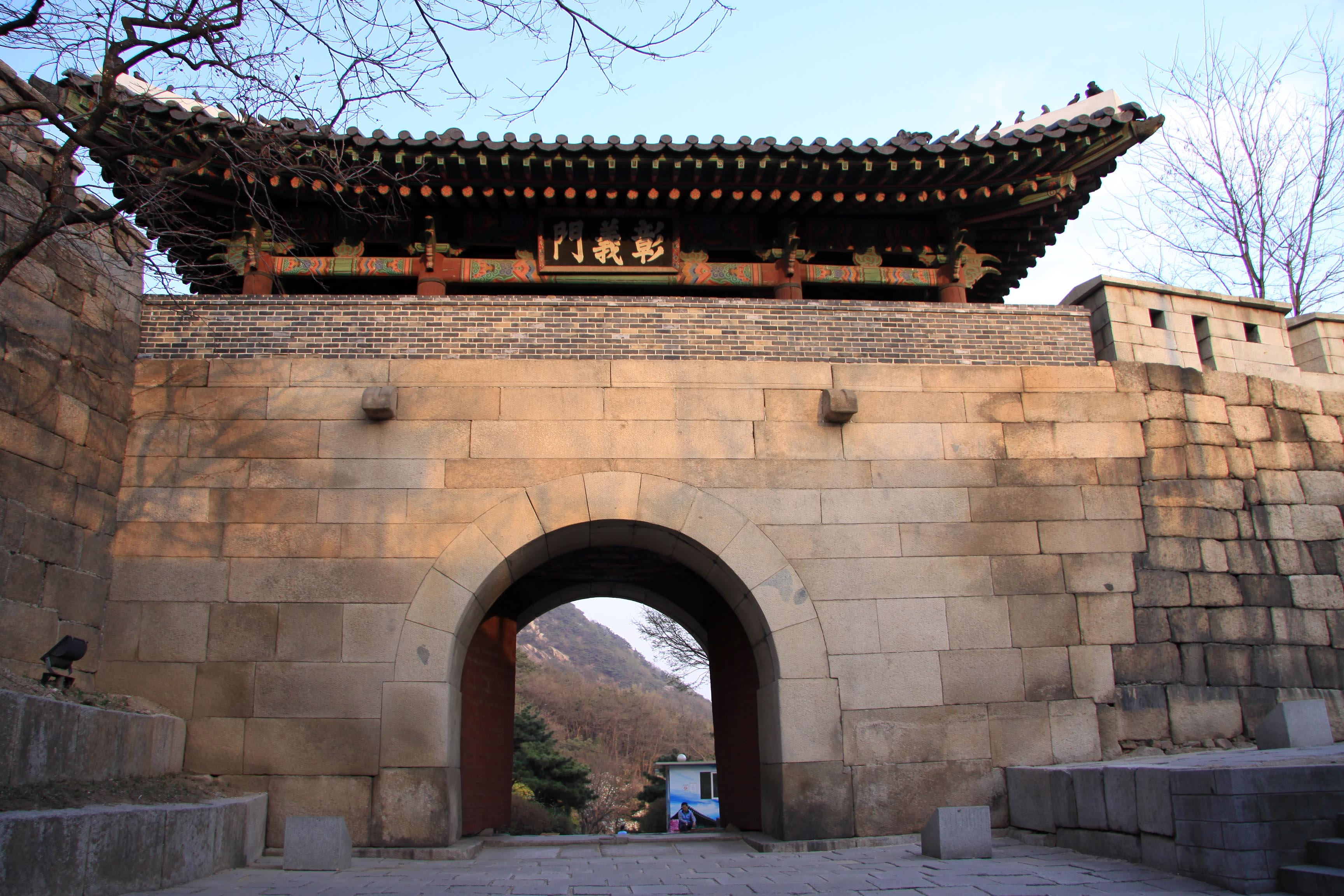
Porte de Changuimun à Séoul, Corée du Sud.

Une statue en bronze de Choi Gyu-sik se trouve sur la colline de Jaha Gate près du bureau des services résidentiels de Buam-dong. Choi Gyu-sik est un chef du poste de police de Jongno qui a tué dans l'exercice de ses fonctions des espions nord-coréens qui ont tenté de pénétrer dans la Maison Bleue en 1968[réf. nécessaire].
Une autre attraction de Buam-dong est la porte Changuimun, autrement connue sous le nom de porte nord-est du mur de la forteresse de Séoul. Changuimun est l'une des huit portes de Séoul ; sa guérite est la plus ancienne des « quatre petites portes » (사 소문). 
La région abrite un magasin fondé en 1969, Dongyang Bangagan, qui vend des tteok, des gâteaux de riz traditionnels. Il broie le riz pour les fabriquer à la maison et vend de nombreuses variétés, ainsi que des spécialités saisonnières.